# Observatoire du Mont Mégantic

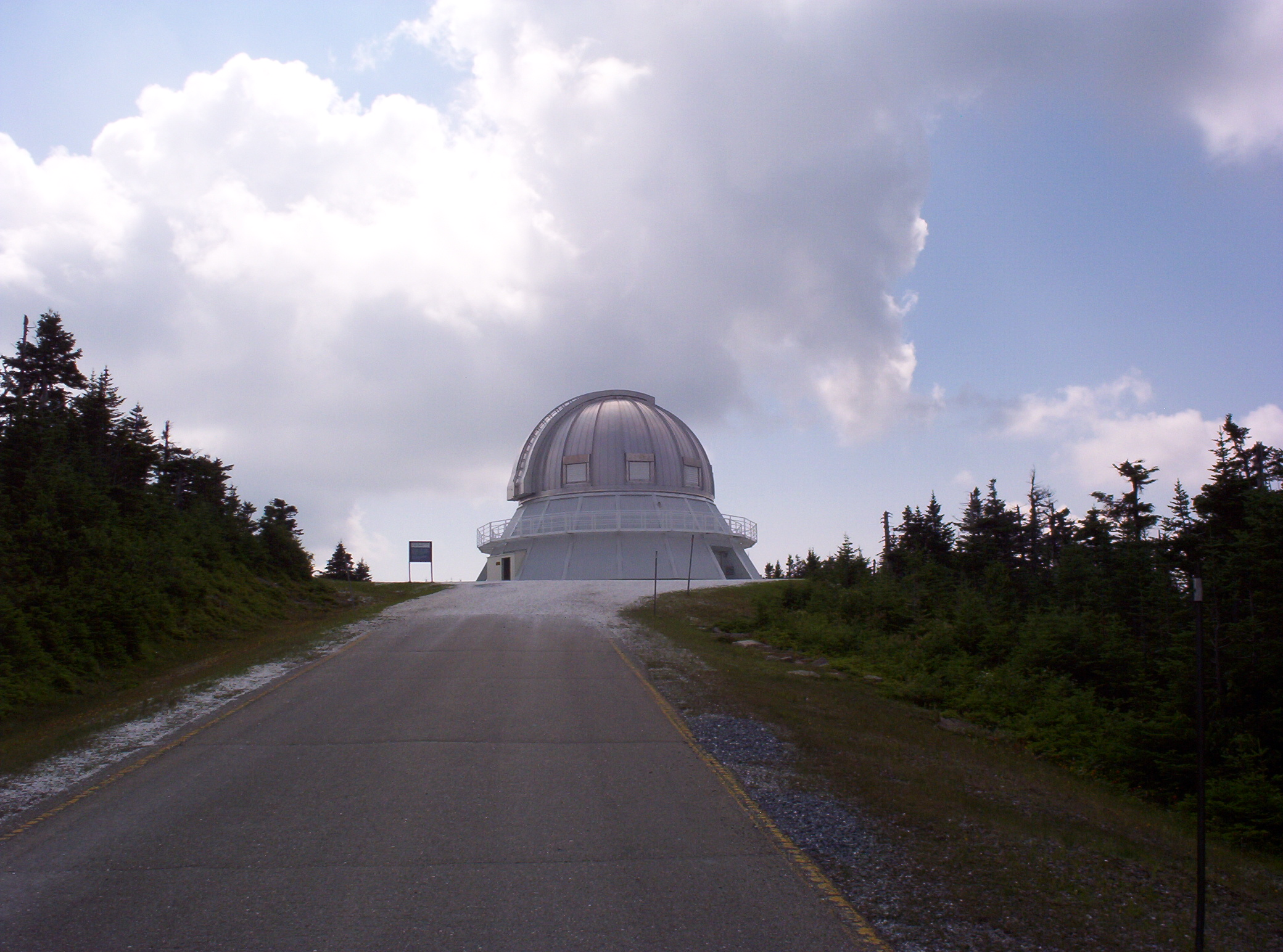
Kuppel des Observatoriums

Das Observatoire du Mont-Mégantic (OMM) ist eine Sternwarte im Nationalpark Mont-Mégantic, Kanada. Die geografische Lage beträgt 71° 9' 9,81" westliche Länge und 45° 27' 20,66" nördliche Breite, 1111 m. Das Observatorium ist unter dem IAU code 301 registriert.
Es verfügt über ein 1,6-m-Ritchey-Chrétien-Teleskop, welches tagsüber besichtigt werden kann. Es wird von der Université de Montréal, der McGill University und der Université Laval über das Centre de recherche en astrophysique du Québec betrieben. An zwei Nächten im Jahr wird das Teleskop auch mit einem Okular ausgestattet für Himmelsbeobachtungen durch Besucher.